# Alex Harden
Alexandria Lanet Harden, detta Alex (Montgomery, 27 maggio 1993), è una cestista statunitense, professionista nella WNBA.

## Carriera
È stata selezionata dalle Phoenix Mercury al secondo giro del Draft WNBA 2015 (18ª scelta assoluta).